# 高度過剰数
高度過剰数（こうどかじょうすう、英: highly abundant number）は自然数で、 m < n である全ての自然数 m に対して
{\displaystyle \sigma (m)<\sigma (n)}
を満たす自然数 n のことである。ただし σ は約数関数である。
具体的には
1, 2, 3, 4, 6, 8, 10, 12, 16, 18, 20, 24, 30, 36, 42, 48, 60, 72, 84, 90, 96, 108,120,144,168,180,192,... (オンライン整数列大辞典の数列 A002093)
である。過剰数という名前を使っているが、すべての高度過剰数が過剰数とは限らない。特に最初の9つの高度過剰数のうち、 1, 2, 3, 4, 8, 10, 16 は不足数、6 は完全数であり過剰数ではない。12 と 18 以上の高度過剰数は全て過剰数である。
高度過剰数はPillaiによって定義され、AlaogluとErdősによって発展した。Alaoglu と Erdős は104までの高度過剰数を表した。
例えば、5 は高度過剰数でない。なぜなら σ(5) = 5+1 = 6 となり 5 より小さな 4 が σ(4) = 4 + 2 + 1 = 7 となり σ(5) よりも大きいからである。8 は高度過剰数である。なぜなら σ(8) = 8 + 4 + 2 + 1 = 15 となり 8 未満の数で σ(8) を上回る数は存在しないからである。

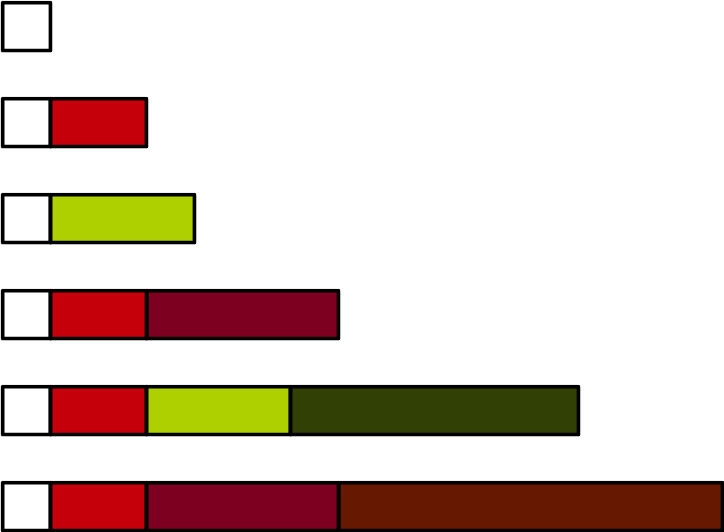
最初の六つの高度過剰数(1,2,3,4,6,8)の約数の和のキュイゼネールロッドを用いた視覚化

奇数の高度過剰数は 1 と 3 だけである。

## 他の数との関連
- 1 から 8 までの階乗は高度過剰数であるが、すべての階乗が高度過剰数であるというわけではない。例えば、

σ(9!) = σ(362880) = 1481040,
しかしこの数より小さな数でこの約数の和より大きな約数の和が存在する。
σ(360360) = 1572480,
よって 9! は高度過剰数ではない。
- Alaoglu と Erdős はすべての超過剰数は高度過剰数であることを示した。そして超過剰数でない高度過剰数が無限に存在するであろうことを予想した。これはJean-Louis Nicolasによって正しいことが示された。

- 7200 は高度過剰数の中ではすべての素因数の指数部分が2以上の最も大きな多冪数である。(7200 = 25 × 32 × 52) これより大きなすべての高度過剰数は独立した1つの素因数(指数部分が2以上でない素因数)をもつ。従って 7200 は約数の合計が奇数となる最大の高度過剰数である。[2]